# Takaši Fukuniši
Takaši Fukuniši (* 1. září 1976) je bývalý japonský fotbalista.

## Reprezentační kariéra
Takaši Fukuniši odehrál 64 reprezentačních utkání. S japonskou reprezentací se zúčastnil Mistrovství světa 2002 a 2006.

## Statistiky
| Japonsko | Japonsko | Japonsko |
| Roky     | Záp.     | Góly     |
| -------- | -------- | -------- |
| 1999     | 3        | 0        |
| 2000     | 0        | 0        |
| 2001     | 2        | 0        |
| 2002     | 10       | 0        |
| 2003     | 6        | 0        |
| 2004     | 18       | 5        |
| 2005     | 14       | 1        |
| 2006     | 11       | 1        |
| Celkem   | 64       | 7        |